# Salone Kitty
Il Salone Kitty era una casa di tolleranza di lusso di Berlino, che godeva di molta popolarità tra l'élite nazista e tra i ricchi tedeschi. Era ubicato presso la pensione di Kitty Schmidt in Giesebrechtstrasse 11, una via laterale del Kurfürstendamm a Charlottenburg.

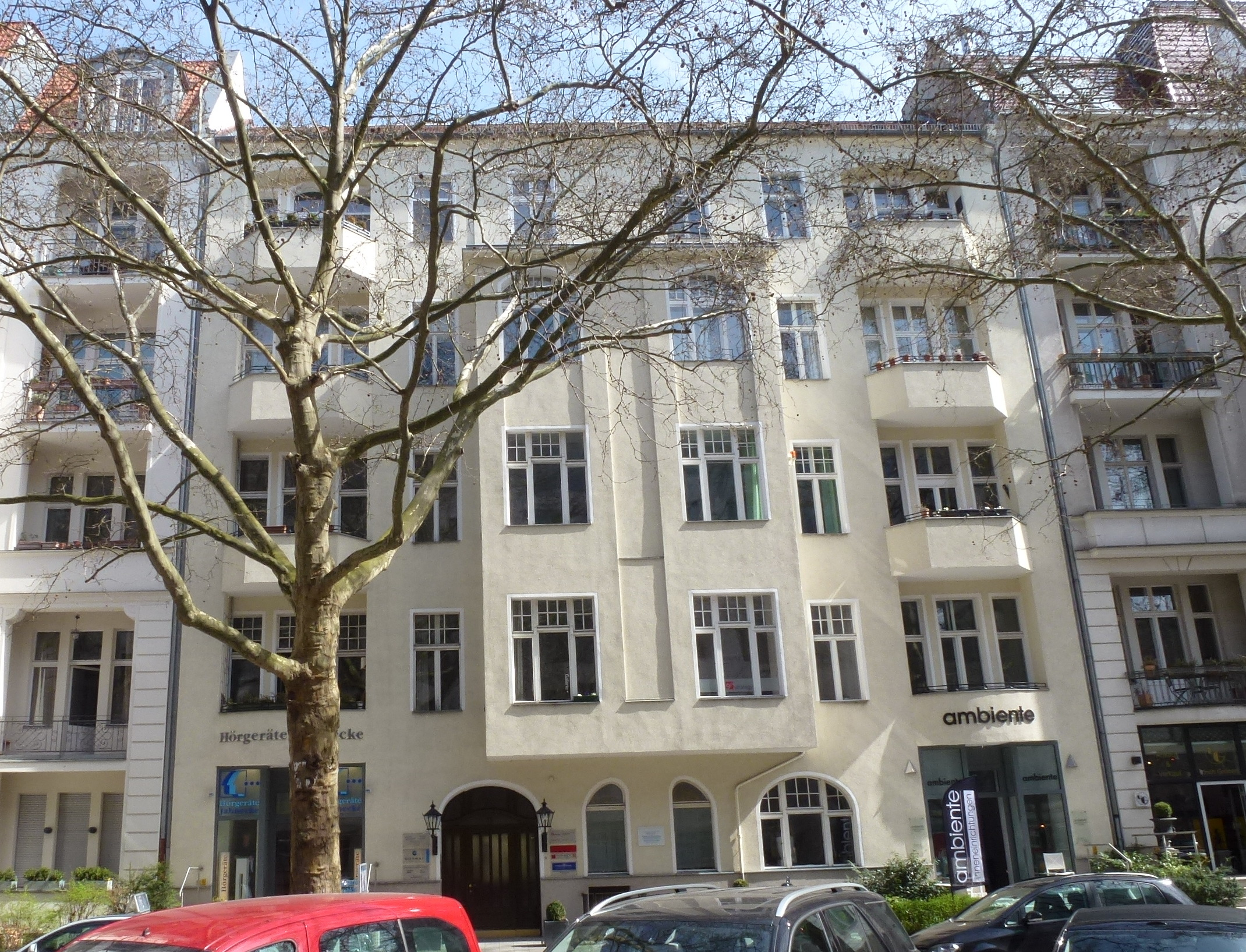
La sede di Salone Kitty a Giesebrechtstraße 11

## Storia
Il salone era pieno di microfoni collegati ad apparecchi di registrazione ubicati in una sala d'intercettazione e le prostitute erano al servizio della polizia politica. Il loro lavoro consisteva nel provocare i clienti nel tentativo di carpire affermazioni antinaziste. Gli agenti della SD registrarono durante tutta la guerra ben 25 000 dischi, poi scomparsi nel nulla. Le confidenze rivelate durante gli incontri dai clienti divenivano spesso la base per i ricatti del Sicherheitsdienst o il pretesto per gli arresti della SiPo.

## Cinematografia
Il salone è il tema del film Salon Kitty (1975), diretto da Tinto Brass, una coproduzione Italia/Francia/Germania Ovest, che ebbe come interpreti principali Helmut Berger, Ingrid Thulin, Teresa Ann Savoy, John Steiner, Paola Senatore, Maria Michi e Stefano Satta Flores.